# Dario Varotari el Joven

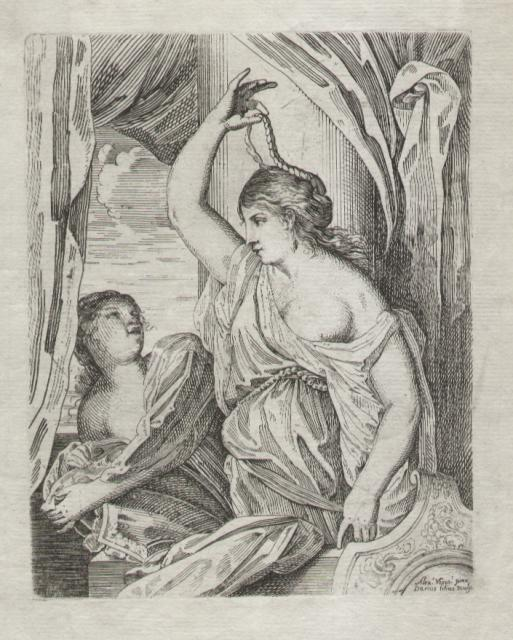
Mujer peinándose, grabado de Dario Varotari a partir de una obra de su padre, Alessandro Varotari, el Padovanino.

Dario Varotari, llamado «el Joven» (activo hacia 1660), para distinguirlo de su abuelo, fue un pintor, grabador y poeta italiano activo durante el Barroco tardío.

## Biografía
Hijo del célebre pintor Alessandro Varotari, el Padovanino, se formó en el taller de su padre. No ha sobrevivido ningún lienzo de su mano, aunque sus contemporáneos alabaron su habilidad como retratista. Según los testimonios, estas obras se caracterizaban por un gusto exquisito en el colorido a la manera de Giorgione. Parece que Dario era sobre todo un diletante, que pintaba para sus amigos más que para ganarse la vida.
Se conocen dos grabados ejecutados por Varotari. Son los retratos de Vincentius Gussonus (Vincenzo Gussoni) y de su propio abuelo, Dario Varotari el Viejo. También se conservan grabados realizados a partir de obras de su padre, como Mujer peinándose o Retrato de muchacho señalando a la izquierda.
Varotari fue también literato. Llegó a escribir el libreto de una ópera (bajo el pseudónimo de Ardió Rivarota) con música de Marco Antonio Cesti, titulada Il Cesare Amante, estrenada en el veneciano teatro de Santi Giovanni e Paolo en 1651. En el año 1654 repetiría la experiencia con Cesti en una nueva ópera, Xerxe.